# لبان صغير الأوراق
لبان صغير الأوراق أو بوسويلية صغيرة الأوراق (الاسم العلمي:Boswellia microphylla) هو نوع من النباتات يتبع جنس اللبان من الفصيلة البخورية.